# Tiago Galletto
Tiago Galletto López (Palma di Maiorca, 11 maggio 2002) è un calciatore spagnolo naturalizzato uruguaiano, centrocampista dell'AVS.

## Carriera
Cresciuto nel settore giovanile del River Plate (M), debutta in prima squadra il 5 settembre 2020 rimpiazzando Adrián Leites a dieci minuti del termine dell'incontro di Primera División Profesional perso 2-1 contro i Montevideo Wanderers.
Il 22 gennaio 2025 viene acquistato dall'AVS.

## Statistiche
Statistiche aggiornate al 17 gennaio 2021.

### Presenze e reti nei club
| Stagione        | Squadra         | Campionato      | Campionato | Campionato | Coppe nazionali | Coppe nazionali | Coppe nazionali | Coppe continentali | Coppe continentali | Coppe continentali | Altre coppe | Altre coppe | Altre coppe | Totale | Totale | Totale |
| Stagione        | Squadra         | Comp            | Pres       | Reti       | Comp            | Pres            | Reti            | Comp               | Pres               | Reti               | Comp        | Pres        | Reti        | Pres   | Reti   |        |
| --------------- | --------------- | --------------- | ---------- | ---------- | --------------- | --------------- | --------------- | ------------------ | ------------------ | ------------------ | ----------- | ----------- | ----------- | ------ | ------ | ------ |
| 2020            | River Plate (M) | PD              | 4          | 0          |                 | -               | -               | CS                 | 0                  | 0                  |             | -           | -           | 4      | 0      |        |
| Totale carriera | Totale carriera | Totale carriera | 4          | 0          |                 | -               | -               |                    | 0                  | 0                  |             | -           | -           | 4      | 0      |        |